# Аджилити
Аджи́лити (англ. agility — быстрота, проворство, ловкость) — кинологический вид спорта, созданный в Англии в конце 1970-х годов и стремительно набирающий популярность во всем мире. В общем виде аджилити — скоростное прохождение собакой, руководимой проводником, полосы препятствий в минимальное время и при минимальном 
числе ошибок (так называемой чистоте прохождения).

## Общая информация
Данный вид кинологического спорта появился в Великобритании в конце 1970-х годов. Сейчас в мире существует множество организаций любителей аджилити, проводящих соревнования и привлекающих внимание множества зрителей. Призовая сумма некоторых чемпионатов по аджилити достигает 10 тысяч долларов.

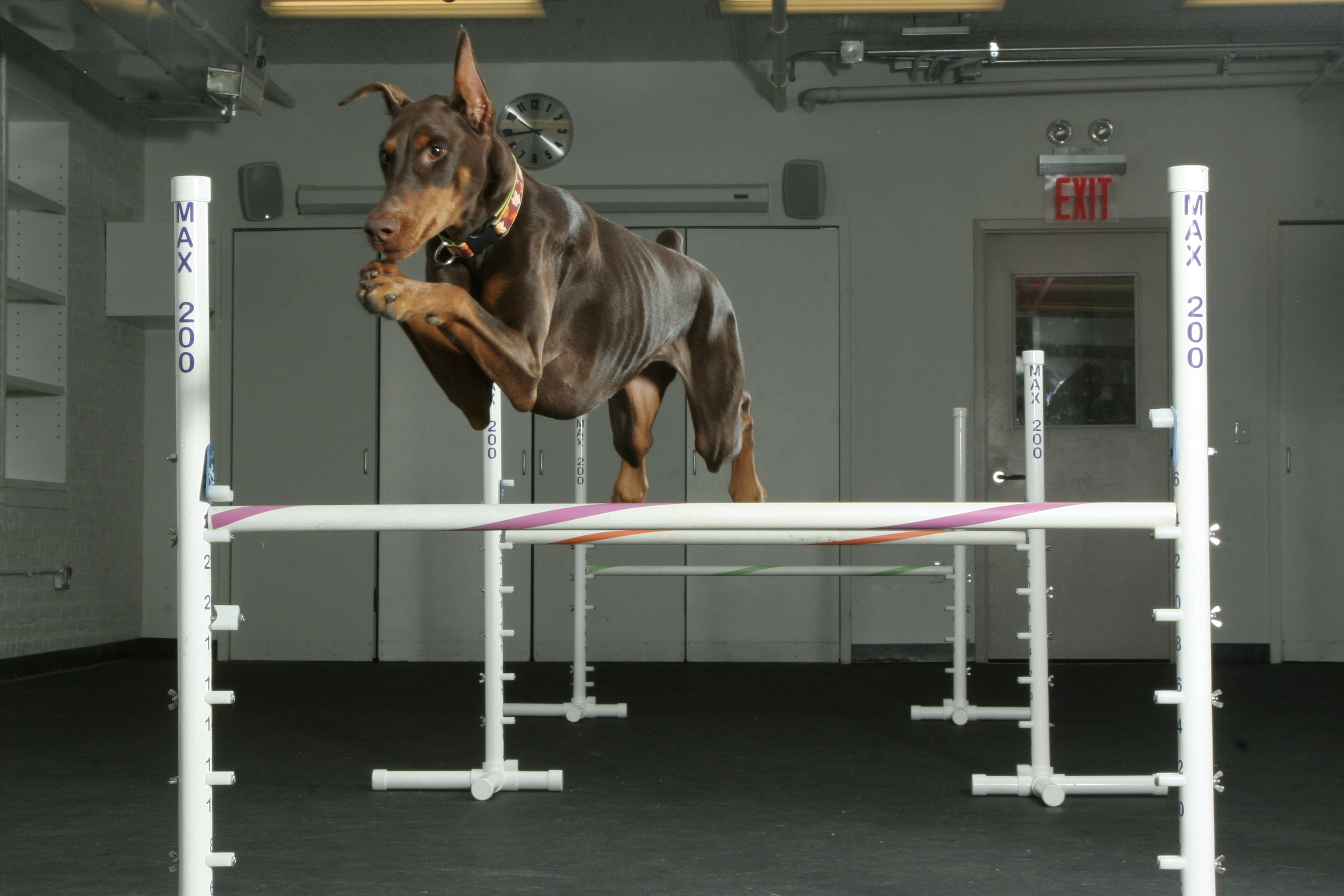
Доберман преодолевает барьер для аджилити

Аджилити — соревнования, в которых человек, называемый проводником (спортсменом, иногда — хэндлером), направляет собаку через полосу препятствий. При прохождении учитывается и скорость, и точность. Собаки должны проходить полосу без поощрения едой или игрушками. Хэндлер не имеет права трогать собаку или препятствия, даже случайные касания облагаются штрафом. Средства управления собакой у хэндлера ограничены голосом, жестами и различными сигналами тела, что требует исключительных навыков от животного и проводника.
К тренировкам по аджилити можно приступить в любом возрасте, но лучше всего обучению поддаются щенки и молодые собаки..
В самом простом варианте полоса препятствий в аджилити состоит из ряда стандартных снарядов, которые выставляются судьей по его выбору на площадке примерно 40 на 30 метров. На объектах ставятся номера, показывающие порядок, в котором собака должна их пройти. На соревнованиях спортсменам даётся от пяти до десяти минут на «разминку». За это время хэндлер должен оценить полосу, выбрать стратегию и направлять собаку через полосу препятствий.
Существует множество стратегий, которые компенсируют врождённое различие скоростей человека и собаки, а также учитывают сильные и слабые стороны конкретной пары проводник-собака. Скорость на трассе зависит от индивидуальных особенностей собаки, породы, скорости реакции хэндлера и степени обученности и опытности собаки.

## Правила соревнований
Во время разминки все спортсмены, соревнующиеся в определённом классе, могут идти или бежать вдоль полосы препятствий без собак, определяя, как именно нужно провести свою собаку по пронумерованной последовательности снарядов, чтобы собака преодолела трассу по оптимальным траекториям.
Полоса препятствий включает в себя различные повороты, траектории могут пересекать сами себя или использовать одно и то же препятствие несколько раз. Трасса может включать дифференциацию между двумя очень близко стоящими снарядами или высыл на расстоянии.
Организаторы предоставляют участникам схему трассы перед началом разминки. Схема обычно используется проводниками, чтобы им было легче составить свою стратегию. Схема содержит изображения, указывающие положение и ориентацию всех препятствий, и числа, указывающие порядок прохождения препятствий. Изначально схемы рисовали вручную, но в настоящее время существует множество компьютерных программ, с помощью которых карту можно нарисовать, используя компьютерную графику. Одна из самых популярных называется «Clean Run Course Designer».
Каждая пара проводник плюс собака имеет лишь одну попытку пройти полосу успешно. Собака начинает от стартовой линии и, с поддержкой хэндлера, бежит, проходя все препятствия по порядку. Проводник обычно бежит рядом с собакой, направляя её голосовыми командами и жестами (положением рук, плеч, и ног). Результат прохождения трассы зависит от того, сколько ошибок совершено и какое время показала собака. Штрафы присуждаются за ошибки в прохождении препятствий такие, как: сбивание палки барьера, некорректное преодоление зонового снаряда или отказ от преодоления следующего препятствия. Также существует штраф по времени, это число секунд, затраченных собакой сверх контрольного времени трассы. Оно определяется путем разделения длины трассы на среднюю скорость прохождения, эту скорость задает судья соревнований.

## Виды препятствий в аджилити

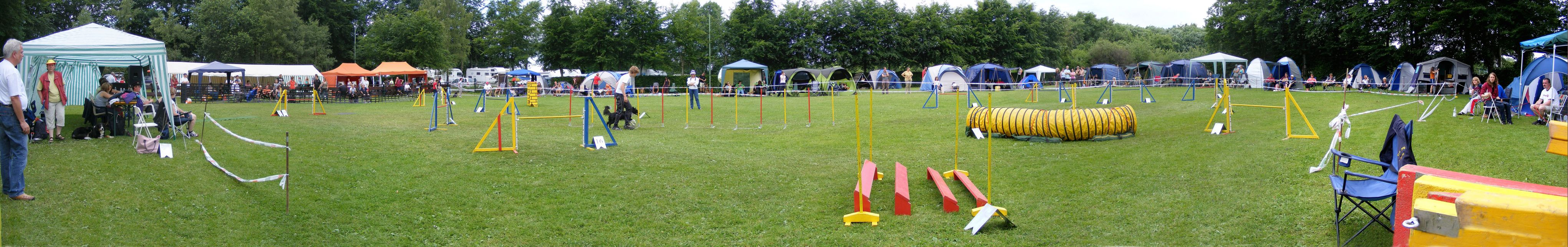
Площадка для аджилити

Снаряды для аджилити могут различаться по размерам, форме и виду в зависимости от правил организации, проводящей соревнования.
Препятствия бывают следующих видов:

### Зоновые препятствия
- Горка

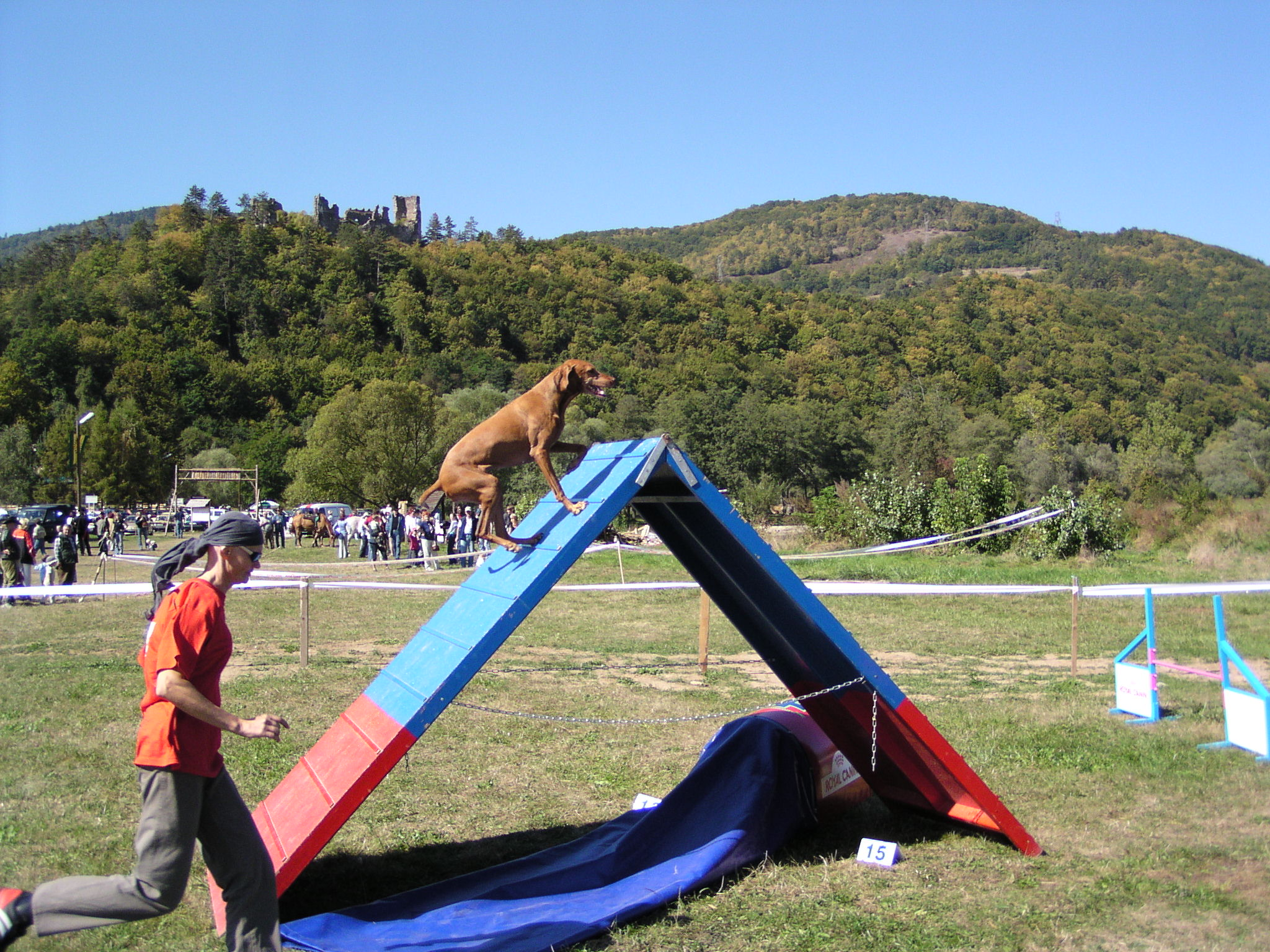
Венгерская выжла преодолевает горку

Два широких трапа (90 на 270 см), соединённых вместе и поднятых так, чтобы высота в месте соединения была 170 см от земли, в форме угла. 106 см от земли вверх трап красят в яркий цвет, обозначая так называемую контактную зону, которой собака должна коснуться хотя бы частью одной лапы при входе и сходе со снаряда. Большинство организаций требует, чтобы у горки были узкие, горизонтальные планки по всей длине составляющих её трапов, чтобы обеспечить лучшее сцепление.
- Качели

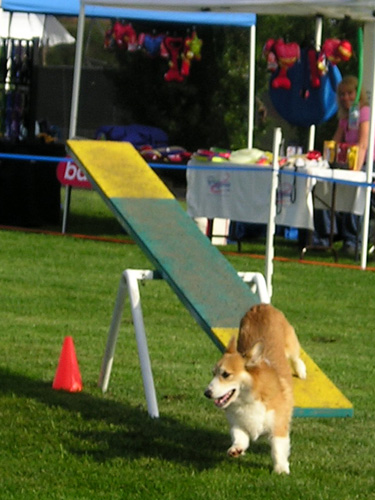
Вельш-корги на качелях

Трап длиной 360—380 см на треугольном основании высотой 60 см, с грузом с одной стороны трапа так, чтобы в изначальном положении один из концов трапа всегда лежал на земле. У этого препятствия также есть зоны контакта. Однако, в отличие от других препятствий с контактными зонами, у качелей нет поперечных планок. Баланс качелей и вес доски должны быть такими, чтобы даже крошечная собака, такая как Чихуахуа или шпиц, могла заставить верхний конец качелей опуститься в пределах установленного количества времени, определённого правилами организации (обычно приблизительно 2 секунды). Качели, наряду со слаломом, считаются одним из самых трудных препятствий, поскольку в жизни собака редко встречает движущиеся и балансирующие подобным образом объекты, и ей сложно к ним адаптироваться. Чтобы преодолеть качель верно, собака должна коснуться хотя бы частью одной лапы входной контактной зоны, перевесить сходную часть трапа так, чтобы в момент соприкосновения сходной контактной зоны с землей на ней осталась хотя бы одна лапа собаки.
- Бум

Три трапа длиной 360—380 см, шириной 30 см, соединённые последовательно. Высота горизонтального трапа 120—130 см, две крайних трапа формируют вход и сход бума трапециевидной формы. У этого препятствия также есть входная и сходная зоны контакта длиной 90 см. Большинство организаций также требует поперечные планки на входном и сходном трапах бума. Бум является одним из наиболее сложных и длительных по времени преодоления препятствий. В некоторых организациях также предусмотрен дополнительный судья для оценки входной зоны бума, так как основному судье может быть затруднительно успеть отсудить входную и сходную зоны достоверно из-за скорости преодоления собакой такого длинного препятствия.
Туннели
- - Туннель

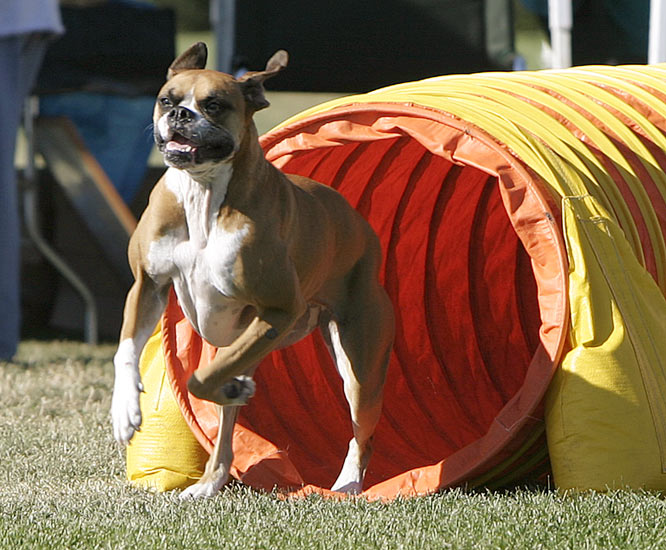
Боксёр выбегает из туннеля

Туннель изготовлен из тезы, натянутой на расположенные на равном расстоянии ребра жесткости или сплошную спираль. Туннели могут быть длиной от трех до шести метров и 60 см в диаметре. По усмотрению судьи туннель может быть расположен на трассе прямо, либо быть загнутым в форме подковы. Однако правилами запрещено расположения туннелей в форме буквы «S». Чтобы избежать изменения конфигурации туннеля во время преодоления собакой, его укрепляют утяжелителями (мешками с песком или водой).
- - Мягкий туннель

Подобный бочке короткий цилиндр из фанеры или пластика, к которому прикреплен рукав из ткани. Длина ткани 250—300 см. Она лежит на основании, закрывая выход до тех пор, пока собака не добежит до конца туннеля. Данный снаряд в 2017 году был отменен во многих кинологический организациях из-за большого количества несчастных случаев и травм, произошедших во время его преодоления, так как был признан опасным для жизни и здоровья собак.

### Прыжковые препятствия
- Барьер

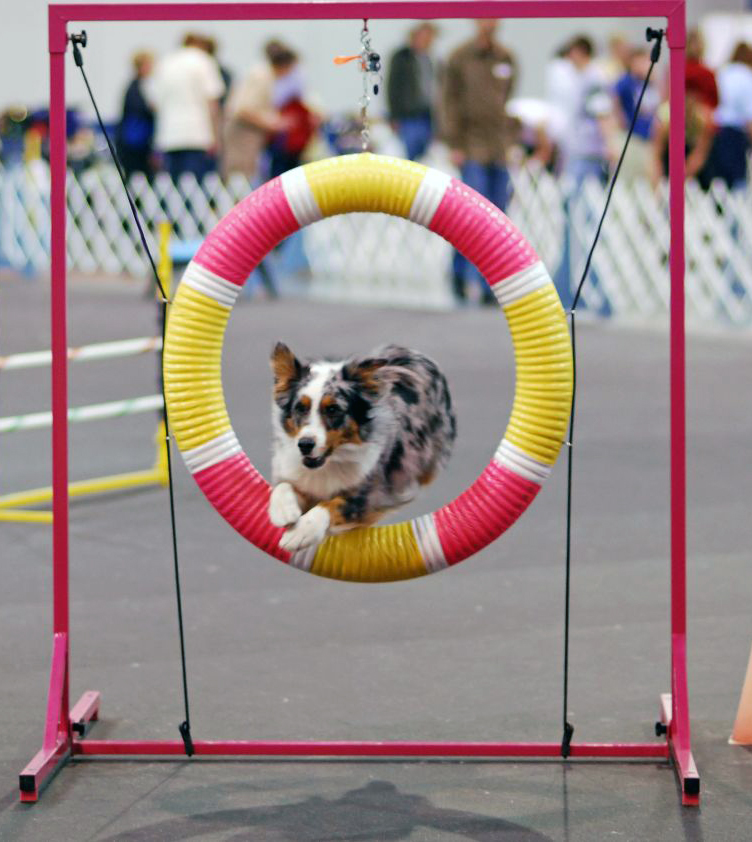
Австралийская овчарка в прыжке

Две стойки поддерживают горизонтальную палку, которую перепрыгивает собака. Высота определяется правилам конкретной организации, проводящей соревнования, в зависимости от ростовой категории собаки. Стойки могут состоять из одной планки и основания или иметь крылья различных форм, размеров и цветов. Наиболее распространены системы трех (FCI) и четырех (IFCS) ростовых категорий, регулирующие высоту палок.
- Двойной или тройной барьер

Две или три пары стоек, поддерживающие две или три горизонтальные палки, расположенные друг за другом. При двойном прыжке они могут быть расположены на одной высоте или по возрастанию. Расстояние между палками и их высота зависят от ростовой категории собаки.
- Стенка (виадук)

Вместо палок между двумя стойками в форме параллелепипеда расположены широкие планки, количество и высота которых также зависит от ростовой категории собаки. Верхний ряд состоит из разборных элементов («кирпичиков»).
- Прыжок в длину

Ряд из четырёх или пяти невысоких платформ, формирующих широкую область, через которую собака должна перепрыгнуть, не касаясь лапами ни одной из платформ и не меняя их конфигурации. Длина прыжка и количество элементов также регулируются ростовой категорией собаки.
- Шина

Также называемая кольцом. Собака должна прыгнуть сквозь отверстие в шине. Как и при других прыжках, высота меняется в зависимости от ростовой категории. Существуют шины в рамах и на магнитных элементах. Второй вариант считается более предпочтительным, так как при неправильном прохождении снаряда они не подвергают собаку опасности. 
Во времена становления аджилити некоторые организации использовали и другие виды препятствий, например, прыжок через куст или водную преграду.

### Другие виды препятствий
- Слалом

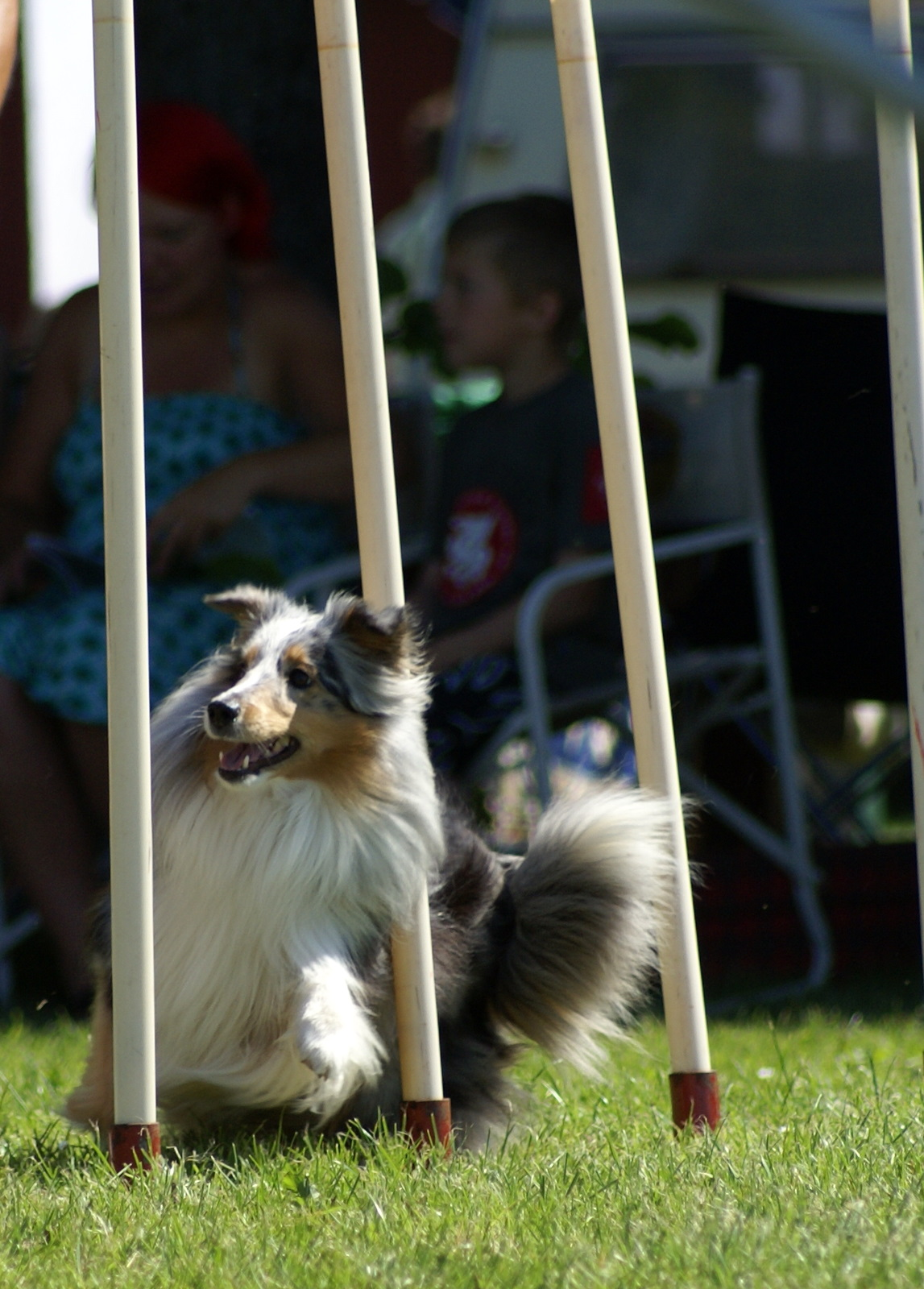
Шелти в слаломе

12 вертикальных палок, зафиксированных в металлической основе в одну линию на расстоянии 50 см, каждая 100—120 см высотой. Собака должна пройти между палками «змейкой», всегда начиная преодоление первого створа с левого плеча. Собака не должна пропускать стойки. Для большинства собак слалом — одно из самых трудных препятствий, он также является самым длительным по преодолению. Собака может получить штраф за некорректное выполнение входа в слалом (отказ), а также пять баллов штрафа за ошибку в слаломе, если пропустит один или несколько створов.

## Подсчёт очков и виды ошибок
В зависимости от правил конкретной федерации, по правилам которой проводятся соревнования, могут быть различные варианты квалификации того, что является ошибкой на трассе и за что присуждаются штрафные баллы. «Чистой» считается трасса, пройденная собакой без штрафных баллов присужденных судьей, а также при условии отсутствия превышения контрольного времени. Выигрывает собака получившая наименьшее количество штрафных баллов на трассе и показавшая при этом лучшее время среди конкурентов с таким же количеством штрафа.
У различных организаций ошибками могут считаться следующие действия:
- Ошибка времени: превышение контрольного времени.
- Прыжок зоны: собака не коснулась ни одной лапой зоны контакта, выполняя зоновое препятствие.
- Сбитая палка: собака уронила палку, выполняя прыжок через барьер.
- Ошибка в слаломе: пропуск одной или нескольких створов слалома, выход из слалома раньше двенадцатой палки.
- Снятие: собака совершила ошибку в последовательности прохождения препятствий, преодолела внеочередное препятствие или вошла в тоннель/слалом/зоновое препятствие не с нужной стороны.
- Отказ: собака не преодолела следующее по порядку препятствие с первой попытки, хотя находилась в зоне атаки (прокрутилась перед барьером, не вошла корректно в первый створ слалом, сменила траекторию при подходе к нужному тоннелю или зоновому снаряду).
- Касание: проводник преднамеренно — или, в некоторых случаях, случайно — коснулся собаки или препятствия.
- Другие ошибки: собака укусила судью или проводника, собака или проводник показали неспортивное поведение, собака убежала с ринга, спортсмен использовал игрушки или лакомство на ринге, собака бежала с ошейником (в организациях, которые запрещают ошейники во время пробега), и так далее.[10]

## Классы аджилити

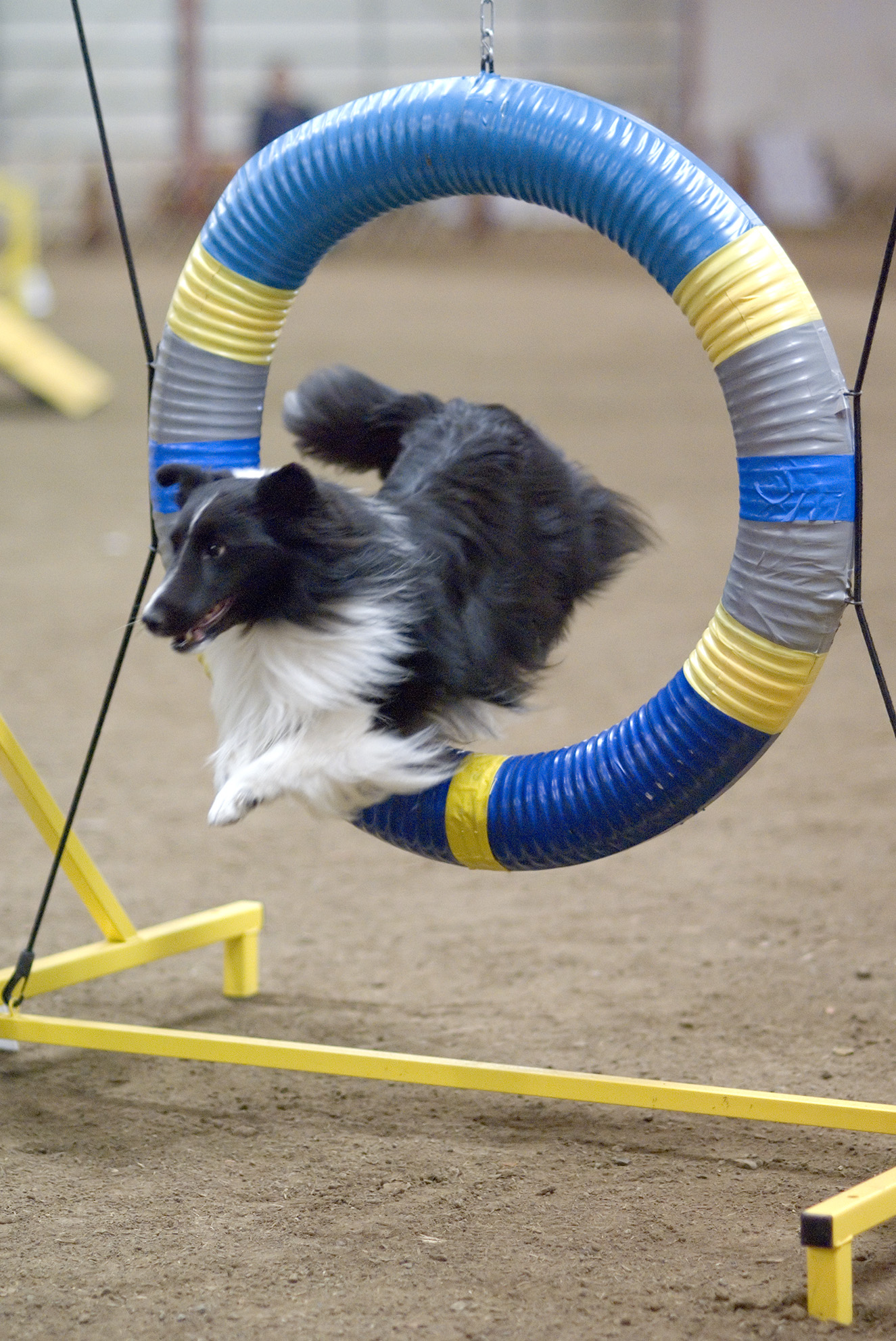
Шелти в шине

Существование различных наборов препятствий и возможных ошибок делают возможным существование множества вариаций аджилити, которые называют классами. Типичная трасса расположена на площадке размером примерно 30 на 40 метров с расстоянием между препятствиями порядка 4—7 метров. Судьи могут создавать собственные трассы или выбрать какой-либо вариант из ранее использованных. Каждая организация решает, какие классы аджилити она будет поддерживать, проводить на соревнованиях и какие правила соревнований будут использоваться для каждого, но среди классов есть много общего.
Некоторые варианты классов аджилити:

### Аджилити (стандарт)
Чаще всего, словом аджилити называют именно этот вид соревнований. Используется пронумерованная трасса, включающая обычно, три зоновых снаряды (бум, горка, качель), плюс прыжковые препятствия, туннели и слалом. Для новичков трасса чаще всего содержит порядка 15 препятствий, на крупных соревнованиях может использоваться до 22 препятствий. Собака должна преодолеть препятствия в правильном порядке в пределах контрольного времени, установленного судьей.

### Джампинг
Используется пронумерованная трасса, состоящая преимущественно из различных прыжковых снарядов (барьеры, шина, прыжок в длину, стенка). В зависимости от организации и уровня сложности конкретного класса, также могут быть включены различные типы туннелей и слалом. Собака должна преодолеть препятствия в правильном порядке в пределах установленного времени. Собаки развивают самую большую скорость на джампинге, так как не используются зоновые препятствия, которые требуют больше времени для преодоления, чем прыжковые снаряды.

### Гемблерс

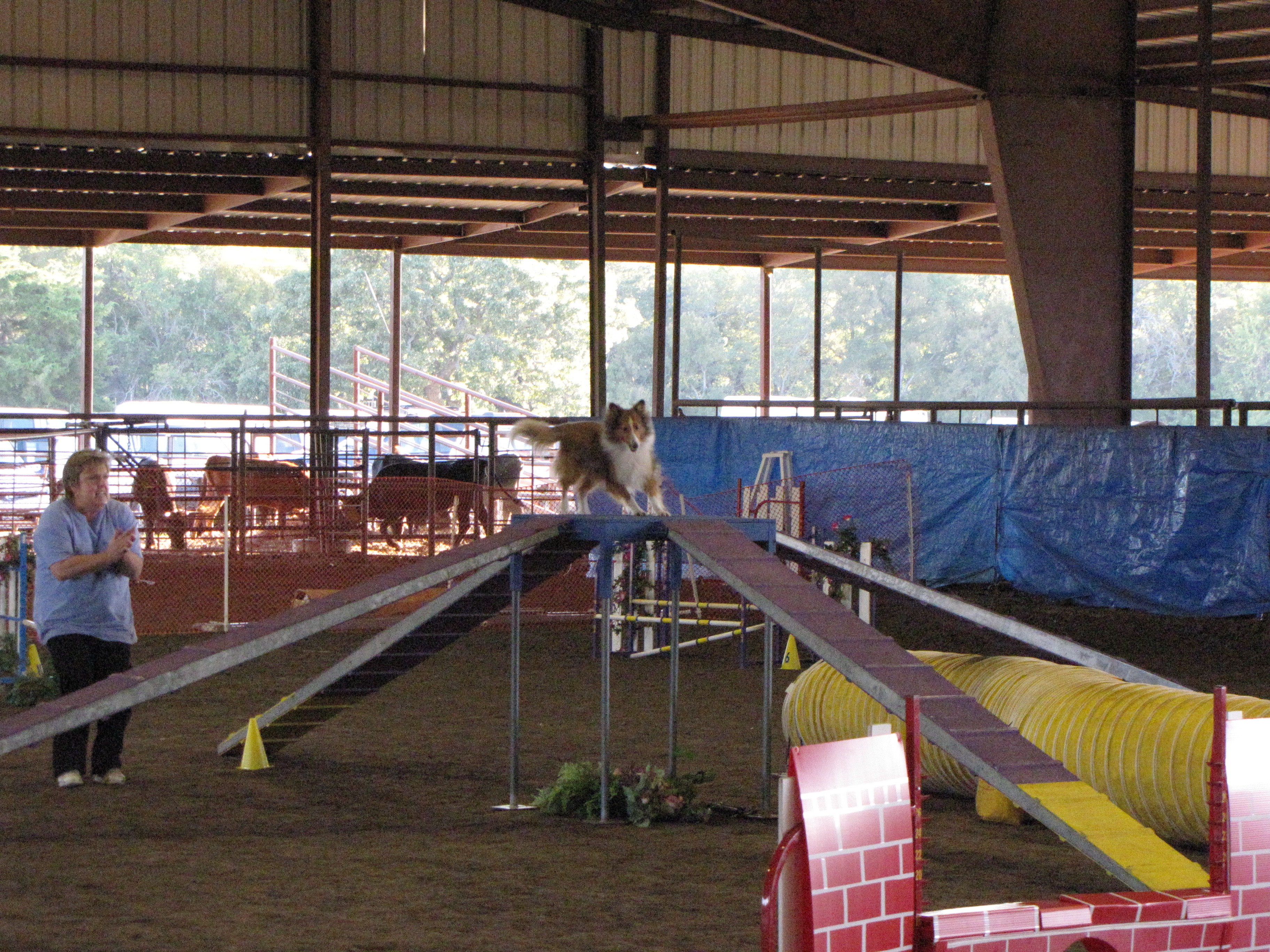
Зоновый снаряд одной из альтернативных федераций в США

Используется непронумерованная полоса препятствий. Игра обычно состоит из двух частей, открывающего периода и закрывающего периода, также известного как джокер или джекпот. В открывающем периоде у собаки и хэндлера есть определённое количество времени (обычно 30—35 секунд), чтобы преодолевать любые препятствия по выбору хэндлера и накапливать очки, которые даются за выполненные препятствия. После этого начинается вторая часть трассы. У собаки есть определённое небольшое количество времени (обычно 12—15 секунд), чтобы выполнить последовательность препятствий, определяемых судьей заранее. Сложность заключается в том, что существует линия, за которую спортсмен не имеет права заступать, и которая обычно рисуется на земле параллельно полосе препятствий на расстоянии от 3 до 6 метров в зависимости от уровня соревнований. Последовательность препятствий, выбранная хэндлером в открывающем периоде, должна быть такой, чтобы собака была в удобной позиции для начала закрытия, как только прозвучит сигнал о прекращении открывающего периода. Самая большая сложность этой игры состоит в том, чтобы верно рассчитать количество препятствий и их последовательность в открывающем периоде и оказаться к моменту сигнала близко от первого снаряда закрытия, и в управлении собакой на расстоянии за линией джокера.

### Снукер

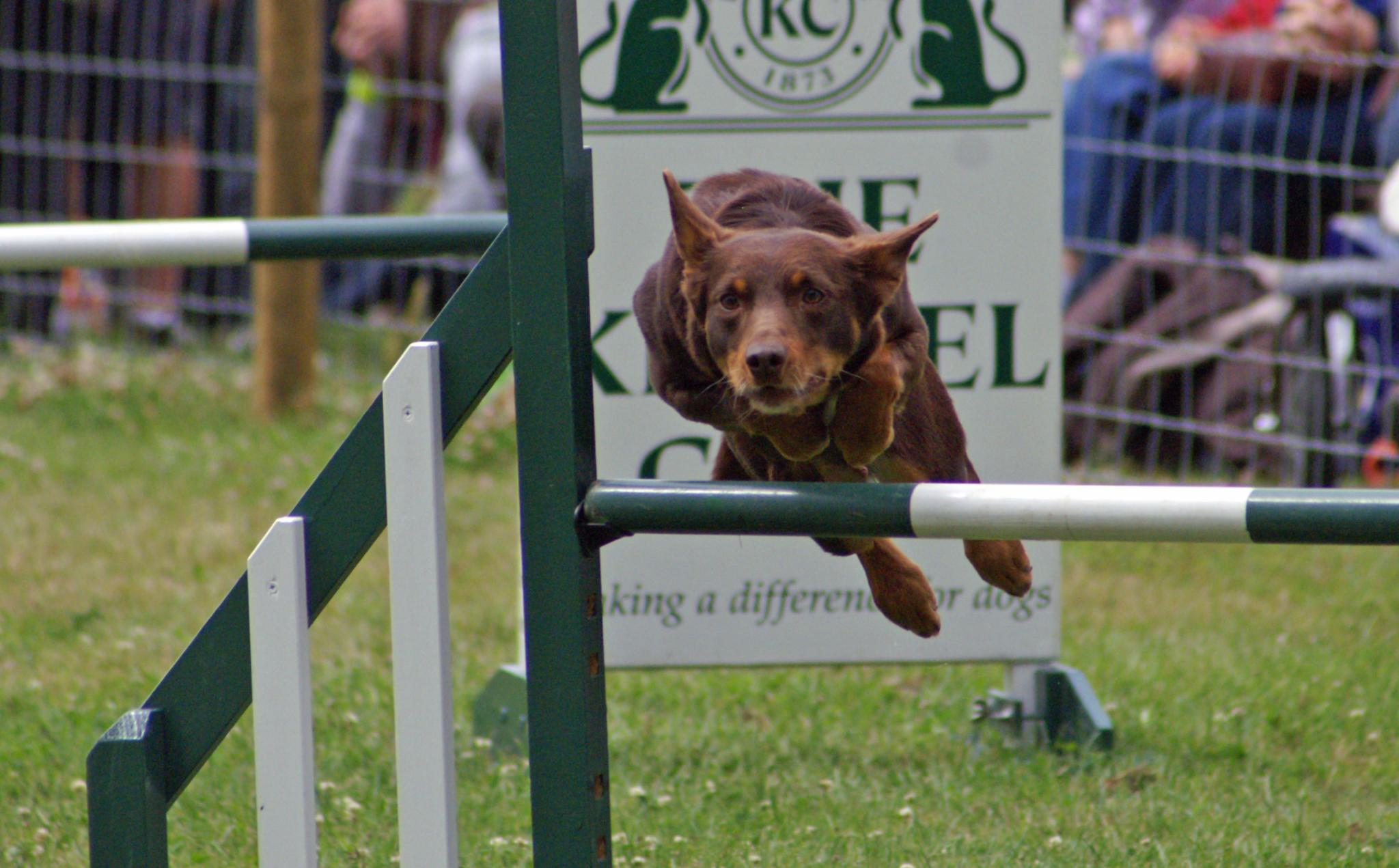
Келпи над барьером трассы джампинга

Вид трассы аджилити, созданный по мотивам бильярдной игры снукер. Так же как в гемблерсе, трасса делится на две части: открывающий и закрывающий период, но время на них отведено суммарное (обычно 40—45 секунд). В открытии задача набрать максимальное количество баллов, поочерёдно преодолевая «красный» барьер в сочетании с «цветным» снарядом. «Красный» стоит один балл, «цветной» от 2 до 7 баллов, в зависимости от его нумерации в трассе закрытия. Спортивная пара должна предпринять попытку преодолеть три комбинации «красный-цветной». По усмотрению судьи «красных» барьеров может быть три или четыре. В случае если собака сбивает палку «красного», он не засчитывается, и нужно найти другой «красный», прежде чем преодолевать следующий «цветной», что является нетривиальной задачей на скорости. После завершения открывающего периода, собака должна пройти препятствия из закрытия со 2 по 7 по порядку, чтобы набрать дополнительные очки. Начисление баллов закрытия прекращается по истечении отведённого на трассу времени или после первой ошибки (сбитая палка, ошибка на зоне, в слаломе или отказ). Преодоление в открывающем периоде двух «красных» или «цветных» снарядов подряд приводит к обнулению очков.

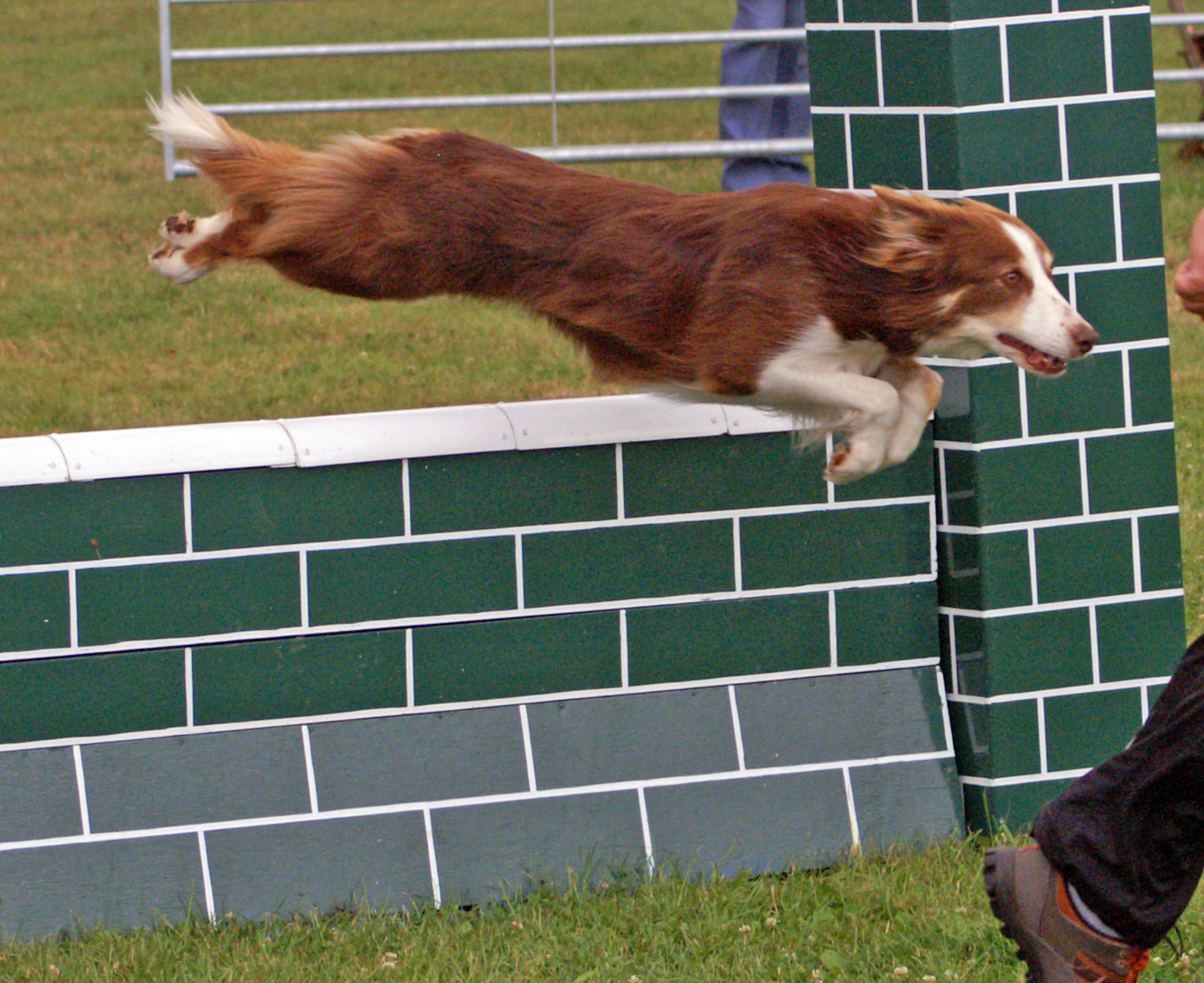
Бордер колли преодолевает виадук

### Эстафета
В эстафете участвует три проводника с собаками из разных ростовых дивизионов, каждая из которых по очереди выполняет часть трассы аджилити. После окончания преодоления своей части трассы проводник передает сокоманднику эстафетную палочку. Время преодоления трассы эстафеты отсчитывается с момента старта первой собаки из команды до момента финиша последней собаки, штрафы всех собак суммируются. Помимо обычных штрафов, на эстафете также штрафуется передача эстафетной палочки вне стартовой зоны, старт следующей собаки до завершения трассы предыдущей и если палочка при передаче падает на землю.
Для того чтобы все собаки имели примерно равные возможности для победы, их делят на группы по размерам и опыту. Некоторые организации выделяют также специальные категории, например, группа собак с возрастом старше 7 лет или соревнования между командами, где спортсмены несовершеннолетние. Также отдельные организации требуют, чтобы в их соревнованиях участвовали только чистопородные собаки, но на большинство соревнований допускаются собаки любых пород или беспородные, при условии, что они здоровы.

## Аджилити в России
В России аджилити стало развиваться среди спортсменов, занимавшихся кинологическим многоборьем в конце 1980-х — начале 1990-х годов. Первый Чемпионат России по аджилити, проведенный Российской Лигой Кинологов, прошел в 1994 году. С тех пор этот вид спорта обрел огромную популярность в многих регионах России; российские спортсмены ежегодно участвуют в крупных международных соревнованиях и неоднократно становились победителями и призерами Чемпионатов Мира и Европы.